# Draft 1972 de la NBA
1971 1973
La draft 1972 de la NBA est la 26e draft annuelle de la National Basketball Association (NBA), se déroulant en amont de la saison 1972-1973. Elle s'est tenue les 10 avril 1972 et 15 avril 1972 à New York. Cette draft se compose de 18 tours et 198 joueurs ont été sélectionnés,.
Lors de cette draft, 17 équipes de la NBA choisissent à tour de rôle des joueurs évoluant au basket-ball universitaire américain, ainsi que des joueurs internationaux. Si un joueur quittait l’université plus tôt, il n'était pas éligible pour la draft jusqu’à ce que sa classe d’université ait obtenu son diplôme. Avant cette draft, huit joueurs ont été déclarés admissibles à la sélection en vertu de la "hardship rule", un cas similaire dans lequel Spencer Haywood a plaidé avec succès dans son procès contre la NBA, ce qui lui a permis de jouer en NBA avant que sa classe collégiale ne soit diplômée. Ces joueurs avaient présenté une demande et fourni des preuves de difficultés financières à la ligue, ce qui leur a accordé le droit de commencer à gagner leur vie en commençant leur carrière professionnelle plus tôt. Il s’agissait de la première ébauche où des sous-classes du collège ont été autorisés à entrer.
Les deux premiers choix de la draft se décident entre les deux équipes arrivées dernières de leur division l'année précédente, à l'issue d'un pile ou face. Les choix de premier tour restant et les choix de draft sont affectés aux équipes dans l'ordre inverse de leur bilan victoires-défaites lors de la saison 1971-1972.
En raison de l'hardship draft, qui a eu lieu lors de la draft 1971, les Royals de Cincinnati, les Hawks d'Atlanta, les Warriors de Golden State et les Bullets de Baltimore ne possèdent pas de premier tour de draft, tandis que les Lakers de Los Angeles n'ont pas de quatrième tour.
Juste avant le début de la saison régulière, les Royals de Cincinnati sont délocalisés et deviennent les Kings de Kansas City-Omaha.
LaRue Martin est sélectionné en premier choix de draft par les Trail Blazers de Portland, en provenance des Ramblers de Loyola, mais est considéré comme un des plus grands flops de l'histoire de la draft NBA. C'est le second choix, Bob McAdoo, qui remporte le titre de NBA Rookie of the Year lors de sa première saison, et remportera le titre de NBA Most Valuable Player au cours de sa carrière.
Elle a vu la sélection d'un des joueurs les plus spectaculaire de l'histoire : Julius « Dr J. » Erving, qui fut sélectionné par les Bucks de Milwaukee, bien qu'il n'ait jamais joué pour eux. Quatre joueurs sont devenus Hall of Famers : Julius Erving, Bob McAdoo, Paul Westphal et Krešimir Ćosić, qui sera de nouveau sélectionné en 1973 après être resté une année de plus en Europe, mais ne jouera jamais en NBA.

## Draft
| ^ | Signale un joueur qui a été intronisé au Basketball Hall of Fame                        |
| + | Signale un joueur qui a été sélectionné pour au moins un match annuel NBA All-Star Game |
| m | Signale un joueur qui a remporté le titre de MVP au cours de sa carrière                |
| R | Signale le joueur qui a remporté le titre de NBA Rookie of the Year                     |

### Premier tour
| Choix | Nom              | Position          | Nationalité | Équipe                                   | Provenance                       |
| ----- | ---------------- | ----------------- | ----------- | ---------------------------------------- | -------------------------------- |
| 1     | LaRue Martin     | Pivot             | États-Unis  | Trail Blazers de Portland                | Ramblers de Loyola               |
| 2     | Bob McAdoo^ m R  | Ailier fort Pivot | États-Unis  | Braves de Buffalo                        | Tar Heels de la Caroline du Nord |
| 3     | Dwight Davis     | Ailier fort       | États-Unis  | Cavaliers de Cleveland                   | Cougars de Houston               |
| 4     | Corky Calhoun    | Ailier            | États-Unis  | Suns de Phoenix (de Détroit via Houston) | Quakers de Penn                  |
| 5     | Fred Boyd        | Meneur Arrière    | États-Unis  | 76ers de Philadelphie                    | Beavers d'Oregon State           |
| 6     | Russ Lee         | Arrière Ailier    | États-Unis  | Bucks de Milwaukee (de Houston)          | Thundering Herd de Marshall      |
| 7     | Isaac Stallworth | Arrière Ailier    | États-Unis  | SuperSonics de Seattle                   | Jayhawks du Kansas               |
| 8     | Tom Riker        | Pivot Ailier fort | États-Unis  | Knicks de New York                       | Gamecocks de la Caroline du Sud  |
| 9     | Bob Nash         | Ailier fort Pivot | États-Unis  | Pistons de Détroit (de Phoenix)          | Rainbow Warriors d'Hawaï         |
| 10    | Paul Westphal^   | Arrière           | États-Unis  | Celtics de Boston                        | Trojans d'USC                    |
| 11    | Ralph Simpson    | Arrière Ailier    | États-Unis  | Bulls de Chicago                         | Spartans de Michigan State       |
| 12    | Julius Erving^   | Arrière Ailier    | États-Unis  | Bucks de Milwaukee                       | Minutemen d'UMass                |
| 13    | Travis Grant     | Ailier            | États-Unis  | Lakers de Los Angeles                    | Kentucky State                   |

### Deuxième tour
| Choix | Nom                    | Nationalité | Équipe                                      | Provenance       |
| ----- | ---------------------- | ----------- | ------------------------------------------- | ---------------- |
| 14    | Bob Davis (ailier)     | États-Unis  | Trail Blazers de Portland                   | Weber State      |
| 15    | Harold Fox (arrière)   | États-Unis  | Braves de Buffalo                           | Jacksonville     |
| 16    | Jim Price (meneur)+    | États-Unis  | Lakers de Los Angeles (de Cleveland)        | Louisville       |
| 17    | Chris Ford (arrière)   | États-Unis  | Pistons de Détroit                          | Villanova        |
| 18    | Joby Wright (pivot)    | États-Unis  | SuperSonics de Seattle (de Philadelphie)    | Indiana          |
| 19    | Sam Sibert (ailier)    | États-Unis  | Royals de Cincinnati                        | Kentucky         |
| 20    | John Gianelli (ailier) | États-Unis  | Rockets de Houston                          | Pacific          |
| 21    | Steve Bracey (meneur)  | États-Unis  | Hawks d'Atlanta                             | Tulsa            |
| 22    | Paul Stovall (ailier)  | États-Unis  | Lakers de Los Angeles (de Baltimore)        | Arizona State    |
| 23    | Brian Taylor (meneur)  | États-Unis  | SuperSonics de Seattle                      | Princeton        |
| 24    | Steve Hawes (ailier)   | États-Unis  | Cavaliers de Cleveland (de New York)        | Washington       |
| 25    | Tom Patterson (ailier) | États-Unis  | Bullets de Baltimore (de Phoenix)           | Ouachita Baptist |
| 26    | Dave Twardzik (meneur) | États-Unis  | Trail Blazers de Portland (de Golden State) | Old Dominion     |

### Joueurs notables sélectionnés dans les tours suivants
| Choix | Nom                         | Nationalité | Équipe                       | Provenance               |
| ----- | --------------------------- | ----------- | ---------------------------- | ------------------------ |
| 31    | Lloyd Neal (ailier-fort)    | États-Unis  | Trail Blazers de Portland    | Tennessee State          |
| 34    | Don Buse (meneur de jeu)+   | États-Unis  | Suns de Phoenix (de Détroit) | Evansville               |
| 62    | Henry Bibby (meneur de jeu) | États-Unis  | Knicks de New York           | UCLA                     |
| 74    | James Silas (meneur de jeu) | États-Unis  | Rockets de Houston           | Stephen F. Austin        |
| 144   | Krešimir Ćosić^             | Yougoslavie | Lakers de Los Angeles        | Brigham Young University |